# Котелниково
Котелниково (на руски: Котельниково) е град в Русия, административен център на Котелниковски район, Волгоградска област. Населението му към 1 януари 2018 година е 20 172 души.